# Joanne Durant
Joanne Durant, född 25 maj 1975, är en friidrottare från Barbados. Hon deltog vid olympiska sommarspelen 2000.